# Igor Zubeldia
Igor Zubeldia Elorza (Azkoitia, 30 maart 1997) is een Spaans voetballer die doorgaans speelt als middenvelder. In mei 2016 debuteerde hij voor Real Sociedad.

## Clubcarrière
Zubeldia werd als elfjarige speler opgenomen in de jeugdopleiding van Real Sociedad. Op 13 mei 2016 maakte de middenvelder zijn professionele debuut in het eerste elftal, toen door een doelpunt van Mikel Oyarzabal met 0–1 gewonnen werd van Valencia. Zubeldia mocht in dit duel van coach Eusebio Sacristán zes minuten voor het einde van de wedstrijd invallen voor Rubén Pardo. In het seizoen 2017/18 kreeg de middenvelder meer een vaste rol in het eerste elftal en hij kwam ook voor het eerst tot scoren. Op 20 december 2017 opende Iñigo Martínez de score namens Sociedad tegen Sevilla, dat via Wissam Ben Yedder op gelijke hoogte kwam. Zubeldia zette Real Sociedad een kwartier voor tijd weer op voorsprong. Uiteindelijk werd het 3–1 via Carlos Vela. Zubeldia verlengde zijn contract bij Sociedad aan het einde van het seizoen 2017/18 tot medio 2024. In mei 2023 werd zijn verbintenis opengebroken en met vijf seizoenen verlengd tot medio 2019.

## Clubstatistieken
| Seizoen | Club          | Competitie       | Competitie | Competitie | Beker | Beker | Internationaal | Internationaal | Totaal | Totaal |
| Seizoen | Club          | Competitie       | Wed.       | Dlp.       | Wed.  | Dlp.  | Wed.           | Dlp.           | Wed.   | Dlp.   |
| ------- | ------------- | ---------------- | ---------- | ---------- | ----- | ----- | -------------- | -------------- | ------ | ------ |
| 2015/16 | Real Sociedad | Primera División | 1          | 0          | 0     | 0     | —              | —              | 1      | 0      |
| 2016/17 | Real Sociedad | Primera División | 4          | 0          | 0     | 0     | —              | —              | 4      | 0      |
| 2017/18 | Real Sociedad | Primera División | 25         | 1          | 1     | 0     | 5              | 0              | 31     | 1      |
| 2018/19 | Real Sociedad | Primera División | 33         | 0          | 4     | 1     | —              | —              | 37     | 1      |
| 2019/20 | Real Sociedad | Primera División | 33         | 0          | 8     | 0     | —              | —              | 41     | 0      |
| 2020/21 | Real Sociedad | Primera División | 24         | 1          | 3     | 0     | 4              | 0              | 31     | 1      |
| 2021/22 | Real Sociedad | Primera División | 26         | 0          | 1     | 0     | 7              | 0              | 34     | 0      |
| 2022/23 | Real Sociedad | Primera División | 31         | 1          | 3     | 0     | 5              | 0              | 39     | 1      |
| 2023/24 | Real Sociedad | Primera División | 30         | 0          | 5     | 0     | 8              | 0              | 43     | 0      |
| 2024/25 | Real Sociedad | Primera División | 5          | 0          | 0     | 0     | 1              | 0              | 6      | 0      |
| Totaal  | Totaal        | Totaal           | 212        | 3          | 25    | 1     | 30             | 0              | 267    | 4      |

Bijgewerkt op 27 september 2024.

## Interlandcarrière
Zubeldia debuteerde in september 2018 voor Spanje –21, het eerste nationale jeugdelftal waarvoor hij werd opgeroepen. Hij behoorde een jaar later tot de selectie van dit team dat het Europees kampioenschap –21 van 2019 won. Hij deed tijdens dit toernooi één poulewedstrijd mee.

## Erelijst
| Competitie                 |               |               |               |               |
| Competitie                 | Aantal        | Jaren         |               |               |
| Real Sociedad              | Real Sociedad | Real Sociedad | Real Sociedad | Real Sociedad |
| -------------------------- | ------------- | ------------- | ------------- | ------------- |
| Copa del Rey               | 1             | 2019/20       |               |               |
| Spanje –21                 |               |               |               |               |
| Europees kampioenschap –21 | 1             | 2019          |               |               |